# Fannia bohemica
Fannia bohemica is een vliegensoort uit de familie van de Fanniidae. De wetenschappelijke naam van de soort werd voor het eerst geldig gepubliceerd in 2021 door Barták, Preisler, Kanavalová en Kubík.